# Lithiumbromat
Lithiumbromat ist eine anorganische chemische Verbindung des Lithiums aus der Gruppe der Bromate.

## Gewinnung und Darstellung
Lithiumbromat kann durch Reaktion von Lösungen von Lithiumsulfat mit Bariumbromat gewonnen werden, wobei eine Mischung vom Anhydrat und Hydraten entsteht.

## Eigenschaften
Lithiumbromat ist ein wasserlöslicher Feststoff mit hohem Brechungsindex und starker Doppelbrechung. Die Verbindung besitzt eine orthorhombische Kristallstruktur.